# Nomada illinoensis
Nomada illinoensis är en biart som beskrevs av Robertson 1900. Nomada illinoensis ingår i släktet gökbin, och familjen långtungebin. Inga underarter finns listade i Catalogue of Life.

## Bildgalleri

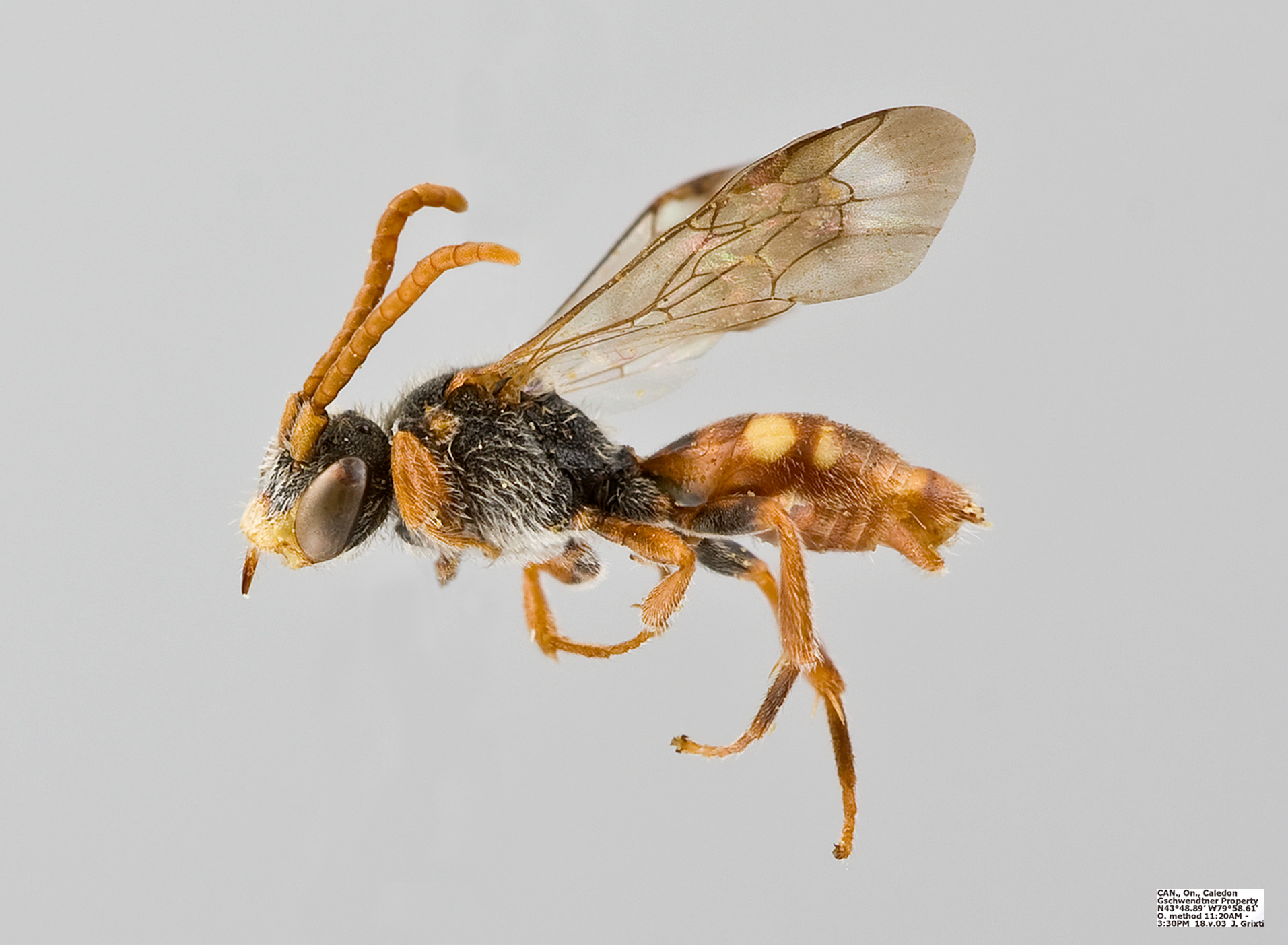